# Doença da tireoide na gravidez
Doença da tireoide na gravidez pode afetar a saúde da mãe, bem como da criança antes e após o parto. Distúrbios da tireoide são prevalentes em mulheres em idade fértil e, por esse motivo, comumente se apresentam como uma doença pré-existente na gravidez, ou após o parto. A disfunção tireoidiana não corrigida na gravidez tem efeitos adversos no bem-estar fetal e materno. Os efeitos deletérios da disfunção da tireoide também podem se estender além da gravidez e do parto, afetando o desenvolvimento neurointelectual na primeira infância. Devido a um aumento na globulina ligadora de tiroxina, a um aumento da deiodinase placentária tipo 3 e à transferência placentária de tiroxina materna para o feto, a demanda por hormônios tireoidianos é aumentada durante a gravidez. O aumento necessário na produção de hormônio tireoidiano é facilitado por altas concentrações de gonadotrofina coriônica humana (hCG), que se ligam ao receptor de TSH e estimulam a tireoide materna a aumentar as concentrações de hormônio tireoidiano materno em cerca de 50%. Se o aumento necessário na função tireoidiana não puder ser atendido, isso pode causar o agravamento de um distúrbio tireoidiano previamente despercebido (leve), tornando-o evidente como doença tireoidiana gestacional. Atualmente, não há evidências suficientes para sugerir que o rastreamento da disfunção da tireoide seja benéfico, especialmente porque o tratamento com suplementação de hormônio tireoidiano pode trazer o risco de supertratamento. Após o parto, cerca de 5% das mulheres desenvolvem tireoidite pós-parto, que pode ocorrer até nove meses depois. Isso é caracterizado por um curto período de hipertireoidismo seguido por um período de hipotireoidismo; 20–40% permanecem permanentemente hipotireóides.

## A tireoide na gravidez
O T4 fetal é totalmente obtido de fontes maternas no início da gravidez, já que a glândula tireoide fetal só se torna funcional no segundo trimestre da gestação. Como a tiroxina é essencial para o neurodesenvolvimento fetal, a entrega materna de tiroxina ao feto deve ser garantida precocemente na gestação. Na gravidez, as perdas de iodeto pela urina e pela unidade feto-placentária contribuem para um estado de relativa deficiência de iodo. Assim, gestantes necessitam de ingestão adicional de iodo. Uma ingestão diária de 250 μg é recomendada na gravidez, mas isso nem sempre é alcançado mesmo em regiões com suficiência de iodo.
As concentrações de hormônio da tireoide no sangue são aumentadas na gravidez, em parte devido aos altos níveis de estrogênio e também devido aos fracos efeitos estimulantes da gonadotrofina coriônica humana (hCG), que atua como o TSH. Os níveis de tiroxina (T4) aumentam por volta de 6–12 semanas e atingem o pico em meados da gestação; mudanças inversas são observadas com o TSH. Intervalos de referência específicos da gestação para os exames da função tireoidiana não são amplamente utilizados, embora muitos centros já estejam preparando-os.[carece de fontes?]

## Hipotireoidismo

### Avaliação clínica
O hipotireoidismo é comum na gravidez, com uma prevalência estimada de 2-3% e 0,3-0,5% para hipotireoidismo subclínico e manifesto, respectivamente. A deficiência endêmica de iodo responde pela maioria dos casos de hipotireoidismo em gestantes no mundo, enquanto a tireoidite autoimune crônica é a causa mais comum de hipotireoidismo em regiões suficientes em iodo. A apresentação clínica do hipotireoidismo na gravidez nem sempre é clássica e pode ser difícil de distinguir dos sintomas da gestação normal. É necessário, portanto, um alto índice de suspeição, especialmente em mulheres com risco de doença da tireoide, como aquelas com histórico pessoal ou familiar de doença da tireoide, bócio ou doenças autoimunes associadas, como diabetes mellitus tipo 1.

### Riscos do hipotireoidismo para o bem-estar fetal e materno
O hipotireoidismo é diagnosticado pela presença de TSH elevado associado a concentração subnormal de T4. O hipotireoidismo subclínico (HSC) está presente quando o TSH é alto, mas o T4 está na faixa normal, geralmente no limite inferior. O HSC é a forma mais comum de hipotireoidismo na gravidez e geralmente resulta de destruição progressiva da tireoide devido a doença autoimune.
Diversos estudos, em sua maioria retrospectivos, mostraram associação entre o hipotireoidismo manifesto e resultados fetais e obstétricos adversos (por exemplo, Glinoer 1991). Complicações maternas como abortos, anemia na gestação, pré-eclâmpsia, descolamento prematuro da placenta e hemorragia pós-parto podem ocorrer em gestantes com hipotireoidismo manifesto. Além disso, os filhos dessas mães podem apresentar complicações como parto prematuro, baixo peso ao nascer e maior risco de sofrimento respiratório neonatal. Complicações semelhantes também foram relatadas em mães com hipotireoidismo subclínico. Um risco três vezes maior de descolamento prematuro da placenta e duas vezes maior de parto prematuro foram relatados em mães com HSC. Outro estudo mostrou maior prevalência de HSC em mulheres com parto prematuro (antes de 32 semanas) em comparação com controles de partos a termo. Também foi demonstrada associação entre resultados obstétricos adversos e mulheres com autoimunidade tireoidiana independente da função da tireoide. O tratamento do hipotireoidismo reduz esses riscos; um estudo retrospectivo de 150 gestações mostrou que o tratamento levou à redução das taxas de aborto e parto prematuro. Um estudo prospectivo de intervenção mostrou que o tratamento de mulheres grávidas eutireóides e positivas para anticorpos resultou em menores taxas de aborto do que nos controles não tratados.

### Manejo do hipotireoidismo na gravidez
Os medicamentos para tratar o hipotireoidismo são seguros durante a gravidez. A levotiroxina é o tratamento de escolha para o hipotireoidismo na gravidez. A função da tireoide deve ser normalizada antes da concepção em mulheres com doença pré-existente. Uma vez confirmada a gravidez, a dose de tiroxina deve ser aumentada em cerca de 30-50%, e os ajustes subsequentes devem ser guiados pelos exames da função tireoidiana (FT4 e TSH), que devem ser monitorados a cada 4–6 semanas até alcançar eutireoidismo. Recomenda-se que os níveis de TSH sejam mantidos abaixo de 2,5 mU/L no primeiro trimestre e abaixo de 3 mU/L nos demais trimestres. A dose de manutenção recomendada de tiroxina na gravidez é de cerca de 2,0–2,4 μg/kg por dia. As necessidades de tiroxina podem aumentar no final da gestação e retornar aos níveis prévios à gravidez na maioria das mulheres após o parto. Pacientes grávidas com hipotireoidismo subclínico (FT4 normal e TSH elevado) também devem ser tratadas, já que a suplementação com levotiroxina nesses casos resulta em uma taxa de parto significativamente maior, com uma chance relativa agrupada de 2,76.

## Hipertireoidismo

### Avaliação clínica
O hipertireoidismo ocorre em cerca de 0,2–0,4% de todas as gestações. A maioria dos casos se deve à doença de Graves, embora causas menos comuns (como nódulos tóxicos e tireoidite) também possam ser observadas. A avaliação clínica isolada pode, ocasionalmente, ser insuficiente para diferenciar o hipertireoidismo do estado hiperdinâmico normal da gravidez. Sinais clínicos distintivos da doença de Graves incluem a presença de oftalmopatia, bócio difuso e mixedema pré-tibial. Além disso, o hipertireoidismo deve ser distinguido da tirotoxicose gestacional transitória, um estado hipertireoidiano autolimitado devido aos efeitos estimuladores da beta-hCG na tireoide. Essa distinção é importante, pois a condição geralmente é leve e, na maioria dos casos, não requer tratamento antitireoidiano específico. O zinco eritrocitário também pode ser útil na diferenciação. O hipertireoidismo devido à doença de Graves pode piorar no primeiro trimestre, melhorar no segundo e terceiro, e posteriormente recidivar no pós-parto.[carece de fontes?]

### Riscos do hipertireoidismo para o bem-estar fetal e materno
O hipertireoidismo não controlado na gravidez está associado a maior risco de pré-eclâmpsia grave e até quatro vezes maior risco de baixo peso ao nascer. Alguns desses desfechos desfavoráveis são mais acentuados em mulheres diagnosticadas pela primeira vez durante a gravidez. Um estudo recente também mostrou que níveis maternos elevados de FT4, mesmo dentro da faixa normal, estão associados a diminuição do QI da criança e de volumes da substância cinzenta e do córtex, de forma semelhante ao hipotireoidismo.
O hipertireoidismo materno não controlado e inadequadamente tratado também pode resultar em hipertireoidismo fetal e neonatal devido à transferência transplacentária de anticorpos estimuladores do receptor de TSH. O hipertireoidismo clínico neonatal ocorre em cerca de 1% dos bebês de mães com doença de Graves. Raramente, o hipotireoidismo neonatal também pode ser observado em filhos de mães com hipertireoidismo por Graves, devido à transferência transplacentária de drogas antitireoidianas circulantes ou à supressão do eixo hipotálamo-hipófise-tireoide pela transferência de tiroxina materna.

### Manejo do hipertireoidismo na gravidez
Idealmente, uma mulher que já tenha diagnóstico de hipertireoidismo deve buscar aconselhamento pré-gestacional, embora ainda não haja evidência clara de benefício. A educação adequada pode reduzir receios comuns nessas mulheres. A paciente deve ser encaminhada para acompanhamento especializado, com avaliações frequentes da função tireoidiana, investigação de anticorpos e ajuste da medicação. A terapia medicamentosa com antitireoidianos é o tratamento de escolha para o hipertireoidismo na gravidez. Metimazol e propiltiouracil são eficazes em prevenir complicações da gravidez decorrentes do hipertireoidismo. A cirurgia é considerada para pacientes que apresentam reações adversas graves aos antitireoidianos, sendo preferível realizá-la no segundo trimestre. O iodo radioativo é absolutamente contraindicado na gravidez e no puerpério. Se a mulher já estiver em uso de carbimazol, recomenda-se a troca para propiltiouracil, mas o retorno ao carbimazol deve ser feito após o primeiro trimestre. O carbimazol pode, ocasionalmente, estar associado a defeitos congênitos cutâneos e de linha média, enquanto o propiltiouracil pode causar efeitos adversos hepáticos em longo prazo. Ambos os fármacos são excretados no leite materno, mas as evidências sugerem que são seguros durante a lactação. Não há efeitos adversos sobre o QI ou o desenvolvimento psicomotor em crianças cujas mães receberam antitireoidianos durante a gravidez. As diretrizes atuais sugerem que a paciente grávida utilize propiltiouracil durante o primeiro trimestre, devido ao menor risco teratogênico, e depois seja trocada para metimazol no segundo e terceiro trimestres, devido ao menor risco de disfunção hepática.

## Tireoidite pós-parto
A disfunção tireoidiana pós-parto é uma síndrome que ocorre nos primeiros 12 meses após o parto como consequência do “rebote imunológico” que se segue ao estado de tolerância imunológica da gravidez. Trata-se de uma tireoidite destrutiva, com características semelhantes à tireoidite de Hashimoto.
A doença é bastante comum, com prevalência de 5–9% em mulheres no pós-parto. Tipicamente, há uma fase transitória de hipertireoidismo, seguida por fase de hipotireoidismo. O hipotireoidismo permanente ocorre em até 30% dos casos após 3 anos e em 50% após 7–10 anos. A fase hipertireoidiana geralmente não requer tratamento, mas, raramente, o propranolol pode ser utilizado para controle sintomático em casos graves. A fase hipotireoidiana deve ser tratada com tiroxina se a paciente for sintomática, estiver planejando nova gestação ou se o TSH estiver acima de 10 mU/L. O acompanhamento a longo prazo é necessário devido ao risco de hipotireoidismo permanente.
Quase todas as mulheres com disfunção tireoidiana pós-parto apresentam anticorpos contra a peroxidase tireoidiana. Esse marcador pode ser um teste de rastreamento útil no início da gravidez, já que 50% das mulheres com anticorpos desenvolverão disfunção tireoidiana após o parto. Além disso, alguns estudos (mas não todos) demonstraram associação entre disfunção tireoidiana pós-parto e depressão, de modo que a função da tireoide deve ser avaliada em mulheres com alterações de humor após o parto.